# Opus of an Angel
Opus of an Angel is een Amerikaanse indie dramafilm uit 2017 onder regie van Ali Zamani, die samen met Shahram Zargari ook het scenario schreef. De hoofdrollen worden vertolkt door William McNamara, Kaylynn Kubeldis, Sofya Skya, Joan Benedict Steiger en Cindy Pickett.

## Verhaal
Dr. Stephen Murphy was een succesvolle cardioloog, een trouwe echtgenoot en een liefhebbende vader, totdat een tragische gebeurtenis hem alles kostte wat hem dierbaar was. Precies een jaar na de tragedie maakt Stephen een sentimentele trip door Los Angeles, als eerbetoon aan degenen die hij verloor. Zijn laatste stop is terug bij hem thuis, waar hij van plan is zelfmoord te plegen.
Onderweg ontmoet hij toevallig een blind meisje, Maria, dat verdwaald is in de stad. Omdat hij haar begeleiders niet kan vinden, neemt hij haar met tegenzin mee. Onderweg begint ze moeiteloos zijn ogen te openen voor de grenzeloze schoonheid van de wereld en het besef dat zijn leven nog steeds waardevol is.
Hun trip is bezaaid met vele obstakels. Naarmate ze dichter bij hun eindbestemming komen, ontdooit Stephens bevroren hart door Maria's warme charisma. Haar positieve kijk op de wereld dwingt Stephen om zijn innerlijke demonen onder ogen te zien en de beslissing om een einde aan zijn leven te maken te heroverwegen. Dit confronteert hem met de vraag of hun ontmoeting puur toeval was, of goddelijke interventie.

## Rolverdeling
| Acteur                   | Personage          |
| ------------------------ | ------------------ |
| Kaylynn Kubeldis         | Maria              |
| William McNamara         | Stephen            |
| Sofya Skya               | Erin               |
| Joan Benedict Steiger    | Bird Lady          |
| Cindy Pickett            | Sister Monica      |
| Nadja Sofi               | Lisa               |
| Julia Rae                | Angie              |
| Roberto 'Lil Rob' Flores | Low Rider Gangster |
| Braxton Davies           | Drunk              |
| Minul Robins             | Drunk #2           |
| Lee Kholafai             | Officer Langham    |
| Ali Zamani               | Persian Gangster   |
| Don Dipaolo              | Mr. Archuleta      |
| Marisa Lopez             | Mrs. Archuleta     |
| William Legue            | Amano the Cashier  |

## Release en ontvangst
Opus of an Angel ging in première op 23 september 2017 in Los Angeles. In de loop van 2018 en 2019 werd de film vertoond op diverse filmfestivals en op 28 juli 2020 werd de film uitgebracht via video-on-demand.
De meningen van de critici waren gematigd positief. Hoofdrolspelers McNamara en Kubeldis kregen lof voor hun acteerprestaties,

## Trivia
- Kaylynn Kubeldis, die de rol van Maria vertolkt, is ook in het echte leven blind.[5]